# Bernard Wallet
 (septembre 2021).
Si vous disposez d'ouvrages ou d'articles de référence ou si vous connaissez des sites web de qualité traitant du thème abordé ici, merci de compléter l'article en donnant les références utiles à sa vérifiabilité et en les liant à la section « Notes et références ».
Pour les articles homonymes, voir Wallet.
Bernard Wallet, né en 1946 dans le Pas-de-Calais, est un éditeur français, homme d'affaires et écrivain.
Par ailleurs ancien champion d’athlétisme, il fonde en 1997 les éditions Verticales, qu'il dirige jusqu'en 2009.
Il édite notamment Régis Jauffret, Lydie Salvayre (sa compagne), Gabrielle Wittkop (son amie à laquelle il rend hommage), Christophe Claro, Olivia Rosenthal ou Maylis de Kerangal.
Il a en outre publié, en 1992, dans la collection L'Infini de Gallimard, un livre sur le Liban et ses guerres, Paysage avec palmiers (réédité en 2016 aux éditions Tristram).

## Œuvre
- 1992 : Paysage avec palmiers, Gallimard (réédition aux éditions Tristram, 2016)